# محوطه امامزاده جعفر
محوطه امامزاده جعفر مربوط به سده‌های میانه دوران‌های تاریخی پس از اسلام است و در شهرستان گچساران، بخش مرکزی، دهستان امامزاده جعفر، روستای امامزاده جعفر واقع شده و این اثر در تاریخ ۶ اسفند ۱۳۸۵ با شمارهٔ ثبت ۱۷۵۳۴ به‌عنوان یکی از آثار ملی ایران به ثبت رسیده است.